# Hista hegemon
Hista hegemon is een vlinder uit de familie Castniidae. De wetenschappelijke naam van de soort is, als Castnia hegemon, in 1839 gepubliceerd door Vincenz Kollar.
De soort komt voor in het Neotropisch gebied in Brazilië.

## Ondersoorten
- Hista hegemon hegemon
  - = Castnia satrapes Buchecker, 1880 non Castnia satrapes Kollar, 1839
- Hista hegemon menetriesi (Boisduval, 1875)
  - = Castnia menetriesi Boisduval, 1875
- Hista hegemon variegata (Rothschild, 1919)
  - = Castnia variegata Rothschild, 1919